# Calle de Félix Gila
La calle de Félix Gila es una vía pública de la ciudad española de Segovia.

## Descripción
La vía discurre desde la calle del Carmen hasta la de Carretas. Conocida en otros tiempos como «travesía de las Carretas», honra con el título actual a Félix Gila y Fidalgo (1860-1912), naturalista, escritor y profesor segoviano, autor de, entre otras obras, Paseos y visitas escolares por la ciudad de Segovia y Guía y plano de Segovia; tuvo domicilio en esta misma calle. Aparece descrita en Las calles de Segovia (1918) de Mariano Sáez y Romero con las siguientes palabras:

Félix Gila.—Es un espacio ancho que desde la llamada plazuela de San Millán, enfrente de la salida a la calle del Juego de Pelota, va a la calle de Carretas. Antes se llamaba Travesía de Carretas, y hay en ella una fuente para el servicio público de los vecinos. Recuerda ahora al segoviano Félix Gila y Fidalgo, que vivió en la casa que ocupa un lado de la calle. Nació en 1862 en la parroquia de San Miguel, siguió con aprovechamiento la carrera de Ciencias y con miras a las modernas teorías e investigaciones. Catedrático de Historia Natural en Santiago, en San Sebastián y en Zaragoza, siempre que le dejaban libre sus ocupaciones de cátedra a Segovia venía y aquí pasó varios años en los últimos de su vida; y de carácter llano, comunicativo y ocurrente, y rodeado de buenas amistades, siempre tenía algo que decir de la nueva ciencia o del Segovia viejo. Inició la fabricación de barros artísticos y de cementos en su alfar, por él dirigido con fe y entusiasmo, y como base de una gran industria que luego continuó en Sevilla. Escribió su notable Guía de Segovia, libro indispensable para conocer lo que ha sido y contiene nuestra Ciudad y es un resumen de muchos libros; hizo un precioso librito, Paseo escolar a las Nieves, y como comienzo de una serie que no continuó; El eclipse de sol de 1905 en la provincia de Segovia, y varias obras de su enseñanza. Cuando podía esperarse mucho de su acometividad y saber extraordinario, falleció de catedrático en Sevilla en 7 de marzo de 1912, muerte que causó gran sentimiento a sus amigos, y a sus muchos admiradores de Segovia.
(Sáez y Romero, 1918, p. 74)